# 马桥圣母无染原罪堂
马桥圣母无染原罪堂俗称马桥天主堂，是天主教上海教区的一座教堂，位于中国上海市闵行区马桥镇东街25号。
2000年9月30日，马桥天主堂公布为闵行区文物保护单位。